# Campionato sudamericano di calcio a 5 Under-20 2010
Il Campionato sudamericano di calcio a 5 Under-20 2010 (ufficialmente Sudamericano de Futsal Sub-20 2010) è la 4ª edizione del torneo. La competizione è iniziata il 29 ottobre 2010 per finire il 6 novembre.

## Convocati
Argentina under 201 Brian Steccato, 2 Joan Losada, 3 Axel Pérez, 4 Sebastián Corso, 5 Alejo D'Acri, 6 Emiliano Baloira, 7 Leandro Padula, 8 Lucas Martínez Riveras, 9 Mauro Quetgla, 10 Gonzalo Abdala, 11 Matías Edelstein, 12 Alan Gravina, CT: Luis Sassón
 Brasile under 201 Dudu, 2 Igor, 3 Deivid, 4 Ian, 5 Amadeu, 6 Marcus Gava, 7 Dian Luka, 8 Vitinho, 9 Bateria, 10 Zico, 11 Franklin, 12 Ferrão, 13 Ximbinha, 14 Moreno, CT: Vander Iacovino
 Cile under 201 Roberto Castro, 2 Marcel Rozas, 3 Eduardo Madariaga, 4 Carlos Arriola, 5 Frank Carrasco, 6 Víctor Cisternas, 7 Piero Gárate, 8 Eduardo Leal, 9 José Magaña, 10 Abraham Moral, 11 Fabián Núñez, 12 Esteban Pavez, 13 Fabián Saavedra, CT: Vicente De Luise
 Colombia under 201 Christian Otero, 2 Brayan Fernández, 3 Nelson Maldonado, 4 Yeisson Fonnegra, 5 Andrés Roldán, 6 Maicol Velandia, 7 Carlos Andrés Torres, 8 Jesús Sánchez, 9 Juan David González, 10 Juan Pablo Hernández, 11 Yefri Duque, 12 Diego Barney, 13 Andrés Felipe Vargas, 14 Emanuel Yáñez, CT: Osmar Fonnegra
 Uruguay under 201 Gonzalo Alonzo, 2 Andrés Izquierdo, 3 Diego Arjona, 4 Emanuel Bogliaccino, 5 Alexis Otero, 6 Guillermo Goerki, 7 Victor Rodríguez, 8 Santiago Romaniello, 9 Nicolas Ordoqui, 10 Maximiliano Maritato, 11 Xavier Medina, 12 Fabián Dorado, CT: Aníbal Roba

## Fase a gironi

### Gruppo A
| Squadra   | P.ti | G | V | N | P | GF | GS | DR |
| --------- | ---- | - | - | - | - | -- | -- | -- |
| Uruguay   | 8    | 4 | 2 | 2 | 0 | 17 | 10 | +7 |
| Colombia  | 8    | 4 | 2 | 2 | 0 | 15 | 8  | +7 |
| Venezuela | 5    | 4 | 1 | 2 | 1 | 7  | 9  | -2 |
| Perù      | 3    | 4 | 1 | 0 | 3 | 12 | 20 | -8 |
| Cile      | 2    | 4 | 0 | 2 | 2 | 14 | 18 | -4 |

### Gruppo B
| Squadra   | P.ti | G | V | N | P | GF | GS | DR  |
| --------- | ---- | - | - | - | - | -- | -- | --- |
| Argentina | 7    | 3 | 2 | 1 | 0 | 10 | 3  | +7  |
| Brasile   | 6    | 3 | 2 | 0 | 1 | 20 | 3  | +17 |
| Paraguay  | 4    | 3 | 1 | 1 | 1 | 16 | 11 | +5  |
| Ecuador   | 0    | 3 | 0 | 0 | 3 | 5  | 34 | -29 |

## Fase ad eliminazione diretta

### Tabellone
|  | Semifinali | Semifinali | Semifinali |          |         | Finale          | Finale          | Finale          |  |
|  |            |            |            |          |         |                 |                 |                 |  |
|  | Uruguay    | Uruguay    | 3          |          |         |                 |                 |                 |  |
|  | Uruguay    | Uruguay    | 3          |          |         |                 |                 |                 |  |
|  | Brasile    | Brasile    | 5          |          |         |                 |                 |                 |  |
|  | Brasile    | Brasile    | 5          |          | Brasile | Brasile         | 4               |                 |  |
|  |            |            |            |          | Brasile | Brasile         | 4               |                 |  |
|  |            |            | Colombia   | Colombia | 2       |                 |                 |                 |  |
|  | Argentina  | Argentina  | Colombia   | Colombia | 2       | 2               |                 |                 |  |
|  | Argentina  | Argentina  |            |          |         | 2               |                 |                 |  |
|  | Colombia   | Colombia   | 3          |          |         | Finale 3º posto | Finale 3º posto | Finale 3º posto |  |
|  | Colombia   | Colombia   | 3          |          |         |                 |                 |                 |  |
|  |            |            |            |          |         |                 |                 |                 |  |
|  |            |            |            |          |         | Uruguay         | Uruguay         | 1               |  |
|  |            |            |            |          |         | Uruguay         | Uruguay         | 1               |  |
|  |            |            |            |          |         | Argentina       | Argentina       | 3               |  |

### Semifinali
| Itagui 5 novembre 2010, ore 15:00 | Uruguay | 3 – 5 | Brasile | Coliseo Ditaires |

| Itagui 5 novembre 2010, ore 16:30 | Argentina | 2 – 3 | Colombia | Coliseo Ditaires |

### Finale 3º posto
| Itagui 6 novembre 2010, ore 15:00 | Uruguay | 1 – 3 | Argentina | Coliseo Ditaires |

### Finale
| Itagui 6 novembre 2010, ore 16:30 | Brasile | 4 – 2 | Colombia | Coliseo Ditaires |

## Campione
BRASILE
(4º titolo)